# Gleichstellungsbericht der Bundesregierung
Gleichstellungsberichte der Bundesregierung sind von einer Sachverständigenkommission erarbeitete Berichte über den Stand der Gleichstellung von Frauen und Männern in Deutschland.
2005 legte der Koalitionsvertrag von CDU, CSU und SPD erstmals fest, dass in jeder Legislaturperiode ein „Bericht zur Gleichstellung von Frauen und Männern“ erstellt werden soll. Anlässlich der Debatte über die Ergebnisse des Ersten Gleichstellungsberichts haben der Bundestag und der Bundesrat die Bundesregierung aufgefordert, dass auch weiterhin einmal pro Legislaturperiode ein Bericht zur Gleichstellung von Frauen und Männern vorgelegt wird.
Entlang einer Leitidee formuliert die Sachverständigenkommission gleichstellungspolitische Ziele und Handlungsempfehlungen. Zudem werden bei der Erstellung von Gleichstellungsberichten die Fachöffentlichkeit durch das Einholen von Expertisen und die Zivilgesellschaft im Rahmen von Fachveranstaltungen mit einbezogen. Die Bundesregierung fügt dem Sachverständigengutachten ihre Stellungnahme bei und legt anschließend beide Teile gemeinsam als „Gleichstellungsbericht“ dem Bundestag und der Öffentlichkeit vor.
Die regelmäßige Gleichstellungsberichterstattung ist ein wichtiges Element im Rahmen wirksamer institutioneller Mechanismen zur Durchsetzung von Gleichstellung. Mit Hilfe von Gleichstellungsberichten kann eine Regierung eine konsistente wie auch ziel- und wirkungsorientierte Gleichstellungspolitik entwickeln und umsetzen. Auch in anderen Politikbereichen gibt es Berichte der Bundesregierung, wie zum Beispiel der Altenbericht oder der Sozialbericht. Gleichstellungsberichte ermöglichen eine evidenz- und wissenschaftsbasierte Politikberatung und sind in Deutschland die zentrale Grundlage für eine politische Diskussion über zukünftige gleichstellungspolitische Handlungsoptionen. Der Erste Gleichstellungsbericht der Bundesregierung erschien im Juni 2011 für die 17. Legislaturperiode. Der Zweite Gleichstellungsbericht der Bundesregierung für die 18. Legislaturperiode wurde im Juni 2017 veröffentlicht.

## Der Erste Gleichstellungsbericht der Bundesregierung

### Zum Ersten Gleichstellungsbericht der Bundesregierung
Im Koalitionsvertrag von 2005 vereinbarten CDU, CSU und SPD, pro Legislaturperiode einen Bericht zur Gleichstellung von Frauen und Männern vorzulegen. 2008 beauftragte die damalige Bundesfamilienministerin, Ursula von der Leyen, eine Sachverständigenkommission mit der Erstellung des Gutachtens für den Ersten Gleichstellungsbericht der Bundesregierung.
Der interdisziplinär zusammengesetzten Kommission gehörten folgende Professorinnen und Professoren an:
- Ute Klammer (Vorsitz), Universität Duisburg-Essen
- Gerhard Bosch (ab Februar 2010), Universität Duisburg-Essen
- Cornelia Helfferich, Evangelische Hochschule Freiburg
- Tobias Helms (bis November 2010), Philipps-Universität Marburg
- Uta Meier-Gräwe, Justus-Liebig-Universität Gießen
- Paul Nolte, Freie Universität Berlin
- Marion Schick (Vorsitz und Mitglied bis Februar 2010), von Februar 2010 bis Mai 2011 Ministerin für Kultus, Jugend und Sport des Landes Baden-Württemberg
- Margarete Schuler-Harms Helmut-Schmidt-Universität/Universität der Bundeswehr Hamburg
- Martina Stangel-Meseke, Business and Information Technology School gGmbH, Iserlohn

Zur administrativen und wissenschaftlichen Begleitung und Unterstützung der Sachverständigenkommission wurde im Januar 2009 in der Zentrale der Fraunhofer-Gesellschaft die „Geschäftsstelle Gleichstellungsbericht“ eingerichtet, die ihre Tätigkeit bis Februar 2012 ausübte.
Am 25. Januar 2011 hat die Kommission nach über zweijähriger Arbeit ihr Gutachten mit dem Titel „Neue Wege - gleiche Chancen. Gleichstellung von Frauen und Männern im Lebensverlauf“ dem Bundesministerium für Familie, Senioren, Frauen und Jugend (BMFSFJ) übergeben. Das BMFSFJ hat als federführendes Ressort die dazugehörige Stellungnahme der Bundesregierung vorbereitet und diese dem Bundeskabinett zum Beschluss vorgelegt. Am 15. Juni 2011 hat das Bundeskabinett die Stellungnahme der Bundesregierung und das Sachverständigengutachten der Gleichstellungsberichtskommission als Ersten Gleichstellungsbericht der Bundesregierung beschlossen. Im Anschluss ist der Erste Gleichstellungsbericht der Bundesregierung veröffentlicht worden. Er wurde sowohl dem Bundestag wie auch dem Bundesrat zugeleitet und dort besprochen.

### Sachverständigengutachten für den Ersten Gleichstellungsbericht der Bundesregierung im Überblick
Das Sachverständigengutachten für den Ersten Gleichstellungsbericht der Bundesregierung bietet zum ersten Mal eine umfassende Bestandsaufnahme der Gleichstellung in Deutschland. Es fokussiert in zentralen Schlüsselbereichen die aktuelle Situation von Frauen und Männern und zeigt unter der thematischen Vorgabe der Lebensverlaufsperspektive auf, wie eine konsistente Gleichstellungspolitik für Frauen und Männer langfristig entwickelt werden kann. Erst die Lebensverlaufsperspektive macht dabei auch die langfristigen Folgen von Entscheidungen in einzelnen Lebensabschnitten deutlich. Um ihr Rechnung zu tragen, muss Gleichstellungspolitik künftig stärker sowohl als Quer- wie auch als Längsschnittaufgabe wahrgenommen werden.
Das Gutachten zeigt auf, dass es der Gleichstellungspolitik in Deutschland trotz erheblicher Fortschritte an einem konsistenten Leitbild fehlt. So stehen politische und rechtliche Maßnahmen für unterschiedliche Lebensphasen unverbunden nebeneinander. Die Folge ist, dass gleichzeitig Anreize für sehr verschiedene Lebensmodelle gesetzt werden oder dass die Unterstützung in der einen Lebensphase in der nächsten abbricht bzw. in eine andere Richtung weist. Diese Brüche, die einer unvollendeten Baustelle mit vielen Sackgassen gleichen, sind in Deutschland an vielen Stellen vorzufinden und sollten, so die Sachverständigenkommission, dringend abgebaut werden.
Schließlich stellt eine konsistent gestaltete Gleichstellungspolitik einen wichtigen Bestandteil moderner Innovationspolitik dar. Sie birgt enormes – auch wirtschaftliches – Potenzial und erweist sich als unverzichtbar angesichts des demografischen Wandels und des steigenden Fachkräftebedarfes. Die Nutzung aller Talente und die Verbesserung der Erwerbschancen von Frauen machen die Gesellschaft leistungsfähiger und helfen das Sozial- und Steuersystems zu stabilisieren. Erforderlich für eine solch konsistente Gleichstellungspolitik ist nicht allein staatliches Handeln, sondern auch Wirtschaft und Gesellschaft sind gefordert.
Das Leitbild des Sachverständigengutachtens für den Ersten Gleichstellungsbericht der Bundesregierung zielt auf gleiche und tatsächliche Wahlmöglichkeiten und Verwirklichungschancen für Frauen und Männer. Wichtig ist, dass dabei neben der Erwerbsarbeit ausreichend Raum für gesellschaftlich notwendige, unbezahlte Fürsorgearbeit, für Weiterbildungen sowie für Eigenzeit bleibt. Erwerbsunterbrechungen dürfen langfristig nicht zu Nachteilen führen. Insgesamt sind die längerfristigen Auswirkungen bestimmter Lebensentscheidungen stärker zu berücksichtigen und bewusst zu machen.

### Die Themen des Sachverständigengutachtens für den Ersten Gleichstellungsbericht der Bundesregierung
Zentrale Schwerpunkte des Sachverständigengutachtens sind die Themen „Gleichstellung in der Bildung“ sowie „Gleichstellung im Erwerbsleben“. Bildung und Beschäftigung prägen die Erwerbs- und Lebensläufe von Frauen und Männern nachhaltig und sind zugleich wichtige Schlüssel für die Teilhabe in anderen gesellschaftlichen Bereichen. Eng hiermit verbunden sind die Rollenbilder im Recht, die Zeitverwendung von Männern und Frauen im Spannungsfeld von Erwerbs- und Sorgearbeit sowie die soziale Sicherung im Alter, die die ungleichen Chancen vor allem im Erwerbsbereich über den Lebensverlauf bilanziert.
Die Themen und Inhalte des Sachverständigengutachtens für den Ersten Gleichstellungsbericht der Bundesregierung im Überblick:
- Lebensverlaufsperspektive: Nachhaltige Gleichstellungspolitik verlangt eine ganzheitliche Perspektive. Erst die Lebensverlaufsperspektive verdeutlicht, welche Folgen Lebensereignisse und getroffene Entscheidungen in unterschiedlichen Lebensphasen für unterschiedliche Gruppen von Frauen und Männern langfristig haben. In diesem Abschnitt des Sachverständigengutachtens werden die theoretischen und methodischen Grundlagen für eine Gleichstellungspolitik in der Lebensverlaufsperspektive gelegt.
- Recht: Rollenbilder modernisieren und Recht konsistent am Leitbild der Gleichberechtigung ausrichten. Viele Regelungen im Steuer-, Sozial- und Arbeitsrecht gehen immer noch von der lebenslangen Ehe und traditionellen Rollenverteilung aus. Die modernen, vielfältigen Formen partnerschaftlicher und individueller Lebensführung erfordern jedoch flexible, von traditionellen Rollenbildern losgelöste rechtliche Rahmenbedingungen. Die Herstellung eines konsistenten Rechts und die Abstimmung von Rollenerwartungen über den Lebensverlauf sind bedeutende Aufgaben der Gleichstellungspolitik als Rechtspolitik in Deutschland.
- Bildung: Abwärtsspiralen verhindern und Wahlmöglichkeiten in allen Lebensphasen fördern. Bildung ist ein Schlüssel für Verwirklichungschancen im gesamten Lebensverlauf. Daher sind im Bildungssystem gleich gute Chancen für Männer und Frauen zu schaffen. Beide sollen in gleichem Maß aus dem Spektrum der Bildungsmöglichkeiten wählen, frühe Bildungsphasen nutzen und sich später weiterqualifizieren können.
- Erwerbsleben: Fehlanreize beseitigen, Entgeltgleichheit und Aufstiegschancen schaffen. Nach wie vor gibt es keine gleichberechtigte Teilhabe von Frauen und Männern am Erwerbsleben. So bestehen starke Anreize für Frauen, nicht oder nur in geringfügiger Beschäftigung zu arbeiten. Auch bei Maßnahmen der Karriereentwicklung und in Führungspositionen sind Frauen deutlich unterrepräsentiert.
- Zeitverwendung: Flexibilität ermöglichen und unterschiedliche Formen von Arbeit stärken. Noch immer dominieren bei Männern die Erwerbsarbeit, bei Frauen die Haus- und Sorgearbeit. Dies entspricht selten den tatsächlichen Wünschen. Frauen wie Männer müssen die Möglichkeit haben, ohne langfristige Nachteile neben der Erwerbsarbeit andere notwendige Tätigkeiten wie Sorgearbeit und Pflege auszuüben.
- Alter: Alterssicherung armutsfest machen und Pflegearbeit besser honorieren. Die geschlechtsspezifischen Ungleichheiten im Erwerbsleben, Erwerbsunterbrechungen oder auch Niedriglöhne wirken unmittelbar bis ins Rentenalter nach. Frauen erreichen im Durchschnitt deutlich geringere Renten als Männer, die vielfach nicht existenzsichernd sind. Eine mangelnde Anrechnung der Pflegezeiten bei der Alterssicherung verstärkt dies.

Weitere für die Gleichstellung wichtige Aspekte wie etwa gesundheitliche Ungleichheit oder Gewalt werden im Sachverständigengutachtens nicht beleuchtet. Sie erfordern vielmehr eine eigenständige und umfassende Analyse unter der Geschlechterperspektive im Lebensverlauf und sind daher in nachfolgenden Berichten zu beleuchten. Gleiches gilt für Gleichstellungsfragen im Themenfeld Migration und Integration, die im Bericht als Querschnittsthema behandelt werden.

### Ausgewählte Forderungen des Sachverständigengutachtens für den Ersten Gleichstellungsbericht der Bundesregierung
Der Weg zu echter Chancengleichheit zwischen Frauen und Männern ist in Deutschland noch weit, so das zentrale Ergebnis des Sachverständigengutachtens. Es besteht an vielen Stellen Handlungsbedarf. Die Sachverständigenkommission hat diesen Handlungsbedarf entlang des Lebensverlaufs identifiziert und konkrete praktische Empfehlungen im Gutachten ausgesprochen.
Ausgewählte Forderungen des Sachverständigengutachtens für den Ersten Gleichstellungsbericht der Bundesregierung sind:
- Minijob-Segment: Anreize beseitigen und Subventionen abschaffen. Minijobs haben oft desaströse Folgen – nicht nur für die Gleichstellung. Sie scheinen für Arbeitgeber wie für Arbeitnehmerinnen und Arbeitnehmer kurzfristig attraktiv, erweisen sich jedoch selten als Brücke in eine sozialversicherungspflichtige Beschäftigung. Geringfügige Beschäftigungsverhältnisse, die in großer Zahl von Frauen ausgeübt werden, führen in biografische Sackgassen und verursachen erhebliche gesellschaftliche Folgekosten, etwa bei Hartz IV oder im Bereich der Alterssicherung.
- Pflege: Situation von privat pflegenden Frauen und Männern verbessern. Die Zahl der Pflegebedürftigen wird in Zukunft deutlich ansteigen. Gleichzeitig sinkt die Zahl potentieller familiärer Pflegepersonen. Eine bessere Verzahnung professioneller und häuslicher Pflege und die geschlechtergerechte Ausgestaltung des Pflegeversicherungsrechts können dem entgegenwirken. Die Benachteiligung der Sorgearbeit für Pflegebedürftige in der Rente im Vergleich zur Sorgearbeit für Kinder ist nicht zu rechtfertigen. Zudem brauchen Pflegende Unterstützung durch ihre Arbeitgeber und durch eine Personalpolitik, die für zentrale Lebensereignisse flexible Regelungen bereithält.
- Frauen in Führungspositionen: Geschlechterquoten einführen. Der Anteil von Frauen im Top-Management stagniert in Deutschland seit Jahren auf niedrigem Niveau. Eine Quote, deren Nichteinhaltung effektiv sanktioniert wird, kann dies ändern, wie viele Nachbarländer bereits mit Erfolg zeigen. Zusätzlich sollte der Gesetzgeber prüfen, wie er Mindestanteilsregelungen für Frauen in Führungspositionen über Aufsichtsräte hinaus ausgestalten kann.

Die Sachverständigenkommission spricht sich insgesamt nachdrücklich dafür aus, die mit dem Gutachten für den Ersten Gleichstellungsbericht erfolgreich begonnene Berichterstattung zu Gleichstellungsaspekten künftig regelmäßig fortzusetzen. Die Kommission rät zur Etablierung eines nationalen Berichtswesens für Gleichstellungspolitik in Deutschland, das es in anderen Politikfeldern (so z. B. im Rahmen des Familien-, Alten- oder Kinder- und Jugendberichts) sowie in anderen europäischen Nachbarländern schon seit langem gibt.

## Der Zweite Gleichstellungsbericht der Bundesregierung

### Zum Zweiten Gleichstellungsbericht der Bundesregierung
Im April 2015 setzte die damalige Bundesministerin für Familie, Senioren, Frauen und Jugend, Manuela Schwesig eine Sachverständigenkommission zur Erstellung eines Gutachtens für den Zweiten Gleichstellungsberichts ein. Im Mai 2015 konstituierte sich die Kommission.
Die Sachverständigenkommission arbeitete ehrenamtlich und unabhängig. Sie setzte sich aus den folgenden zwölf Mitgliedern zusammen:
- Eva Kocher (Vorsitz), Universität Frankfurt (Oder)
- Thomas Beyer, Technische Hochschule Nürnberg
- Eva Blome, Universität Greifswald
- Holger Bonin, Forschungsinstitut zur Zukunft der Arbeit (IZA)
- Ute Klammer, Universität Duisburg-Essen
- Uta Meier-Gräwe, Justus-Liebig-Universität Gießen
- Helmut Rainer, ifo Institut – Leibniz-Institut für Wirtschaftsforschung an der Universität München
- Stephan Rixen, Universität Bayreuth
- Christina Schildmann, Hans-Böckler-Stiftung
- Carsten Wippermann, Katholische Stiftungsfachhochschule München und Delta-Institut für Sozialforschung
- Anne Wizorek, Autorin, Beraterin für digitale Medien
- Aysel Yollu-Tok, Hochschule für Wirtschaft und Recht Berlin

Die Kommission bestand aus Expertinnen und Experten, die in der Wissenschaft, aber auch im öffentlichen Leben, in Politik, Verbänden oder der Wirtschaft zu gleichstellungspolitischen Themen arbeiten und forschen. Interdisziplinarität bestand auch in Hinblick auf den eingebrachten Sachverstand der Kommission, der verschiedene Forschungs- und Arbeitsfelder umfasste, wie u. a. Digitale Medien, Germanistik, Geschlechterforschung, Politikwissenschaften, Rechtswissenschaften, Soziologie und Wirtschaftswissenschaften. Durch die erneute Berufung von Ute Klammer und Uta Meier-Gräwe wurde darüber hinaus an die Arbeit der Sachverständigenkommission zum Ersten Gleichstellungsbericht angeknüpft.
Für die wissenschaftliche und organisatorische Unterstützung der Sachverständigenkommission wurde beim Institut für Sozialarbeit und Sozialpädagogik e.V. eine „Geschäftsstelle Zweiter Gleichstellungsbericht der Bundesregierung“ unter der Leitung von Regina Frey eingerichtet. Zu den Aufgaben der Geschäftsstelle mit Sitz in Berlin und Frankfurt/M. gehören u. a. die inhaltliche und organisatorische Vor- und Nachbereitung der Kommissionssitzungen, Foren und Fachgespräche. Darüber hinaus unterstützt sie die Kommission bei der Vorbereitung des Gutachtens.
Das Gutachten der Sachverständigenkommission für den Zweiten Gleichstellungsbericht wurde im Januar 2017 an die damalige Bundesfrauenministerin Manuela Schwesig übergeben und im März 2017 veröffentlicht. Zudem informierte die die nachfolgende Bundesfrauenministerin Katarina Barley den Bundestag über den Zweiten Gleichstellungsbericht in einer Regierungsbefragung.
Der Bundesrat nahm den Zweiten Gleichstellungsbericht der Bundesregierung im September 2017 zur Kenntnis.
Der Zweite Gleichstellungsbericht setzt sich aus dem Gutachten der Sachverständigenkommission und aus einer Stellungnahme der Bundesregierung zusammen, die auch eine Bilanz des Ersten Gleichstellungsberichts enthält.
Das über 190 Seiten starke Gutachten behandelt Gleichstellung in vier Kapiteln: In einem einführenden Teil werden wichtige Grundlagen und der Fokus des Gutachtens erläutert (siehe hier grundlegende Konzepte). Der zweite Teil des Gutachtens geht auf die bestehenden gleichstellungspolitischen Herausforderungen und Schieflagen ein und leitet gleichstellungspolitische Ziele ab. Im dritten Kapitel werden in zehn thematischen Abschnitten Handlungsempfehlungen zu zentralen gleichstellungspolitischen Themen vorgestellt. Im vierten Kapitel werden weitere vier Themen als aktuelle Herausforderungen in der Gleichstellungspolitik beschrieben.

### Grundlegende Konzepte des Sachverständigengutachtens für den Zweiten Gleichstellungsbericht der Bundesregierung

#### Leitidee
Die Sachverständigenkommission formuliert folgende Leitidee von der Gleichstellung der Geschlechter im Sachverständigengutachten: „Wir streben eine Gesellschaft mit gleichen Verwirklichungschancen von Frauen und Männern an, in der die Chancen und Risiken im Lebensverlauf gleich verteilt sind.“
Diese Leitidee basiert zum einen auf dem Konzept der Verwirklichungschancen als Frage des Geschlechts. Demnach bietet eine demokratische und offene Gesellschaft allen Menschen unabhängig vom Geschlecht gleiche Chancen, diejenigen Vorstellungen und Lebensentwürfe zu entwickeln und zu verwirklichen, die zu ihnen passen. Zum anderen basiert die Leitidee der Sachverständigenkommission auf Art. 3 Abs. 2 des Grundgesetzes. Politik, aber auch Wirtschaft und Gesellschaft müssen gewährleisten, dass Verwirklichungschancen sowie Chancen und Risiken im Lebensverlauf unabhängig vom Geschlecht verteilt sind.

#### Lebensverlaufsperspektive
Für die Beschreibung des Standes der Geschlechtergleichstellung in Deutschland wurde erneut die Lebensverlaufsperspektive gewählt.

#### Linked Lives
Die Entscheidungen in biographischen Übergangsphasen und an Knotenpunkten des Lebens sind von einer Vielzahl gesellschaftlicher, wirtschaftlicher und individueller bzw. familiärer Rahmenbedingungen abhängig. Dazu gehört insbesondere der individuelle soziale Kontext. Die Lebensverlaufsperspektive verweist auf das Konzept der verbundenen Leben (Linked Lives), wonach Menschen wesentliche Lebensentscheidungen nicht individuell isoliert treffen, sondern eingebettet in soziale Beziehungen mit anderen Menschen.
Dabei handeln sie die Arbeitsteilung von Erwerbs- und Sorgearbeit miteinander aus. Die Aushandlung und deren Ergebnis werden wesentlich beeinflusst durch die Ressourcenausstattung der Partnerinnen und Partner, durch vorherrschende Geschlechterstereotype und durch eingeübte und übliche Routinen des Alltags. Aber auch die institutionellen und rechtlichen Rahmenbedingungen wie öffentliche Kinderbetreuungs- und Pflegeinfrastruktur, betriebliche Arbeitszeitroutinen und steuerliche und sozialversicherungsrechtliche ökonomische Anreize sind wichtige Faktoren für die Arbeitsteilung.
Vor allem die Rahmenbedingungen in Deutschland setzen starke Anreize zu einer ungleichen Verteilung von Erwerbs- und Sorgearbeit.

#### Gender-Care-Gap
Um die ungleiche gesellschaftliche, wirtschaftliche und politische Partizipation von Männern und Frauen darstellen zu können und Hinweise auf eine nicht erreichte Gleichstellung oder ungleich verteilte Verwirklichungschancen zu erhalten, wurden verschiedene Indikatoren herangezogen. Der wohl bekannteste Gleichstellungs-Indikator ist der Gender-Pay-Gap („Lohnlücke“); auch etabliert ist der Gender-Pension-Gap („Rentenlücke“). Beide Indikatoren stellen jedoch nur wirtschaftliche Ungleichheiten dar und sind somit Ausdruck einer Ausgrenzung von unentgeltlich geleisteter Sorgearbeit aus der Ökonomie. Ohne familiäre Sorgearbeit (Care-Arbeit) sind aber gesellschaftliches Leben und wirtschaftliches Wachstum nicht möglich.
Die Sachverständigenkommission schlägt darum in ihrem Gutachten vor, den Gender-Care-Gap, der in ihrem Auftrag erstmals errechnet wurde, zukünftig regelmäßig zu berechnen. Der Gender-Care-Gap erfasst den relativen Unterschied in der täglich für Care-Arbeit verwendeten Zeit zwischen Männern und Frauen. Er gibt an, um wie viel Prozent die Zeit, die Frauen im Durchschnitt pro Tag für unbezahlte Care-Arbeit aufwenden, die durchschnittliche Dauer der täglichen Care-Arbeit von Männern übersteigt. Er betrug 2012/2013 durchschnittlich 52,4 Prozent, das heißt erwachsene Frauen leisten anderthalb Mal so viel unbezahlte Care-Arbeit als Männer. Dies entspricht im Durchschnitt täglich 87 Minuten mehr Care-Arbeit.
Der größte Gender-Care-Gap (110,6 Prozent) zeigt sich im Alter von 34 Jahren: Frauen leisten dann durchschnittlich 5 Stunden und 18 Minuten Care-Arbeit täglich, Männer dagegen nur 2 Stunden und 31 Minuten. In dieser „Rush Hour des Lebens“ bündeln sich zentrale Lebensereignisse und -entscheidungen wie Beruf, Wahl einer Partnerin oder eines Partners und Verantwortlichkeit für Kinder und Eltern. Männern wenden mit zunehmendem Alter mehr Zeit für Care-Arbeit auf, bei Frauen nimmt der Zeitaufwand hierfür ab. Dennoch bleibt der Gender-Care-Gap deutlich positiv. Unabhängig vom Alter wenden alleinlebende Frauen täglich mehr Zeit für Care-Tätigkeiten auf als alleinlebende Männer. In Paarhaushalten mit Kindern fällt – vor allem aufgrund der Kinderbetreuung – die meiste Care-Arbeit an. Mütter verrichten in dieser Konstellation täglich 2 Stunden und 30 Minuten mehr Care-Arbeit als Väter, sodass der gesamte Gender-Care-Gap für Personen in Paarhaushalten mit Kindern 83,3 Prozent beträgt.
Als Datengrundlage zur Berechnung des Gender-Care-Gap dienen die Daten der dritten repräsentativen Zeitverwendungserhebung, die 2012 bis 2013 vom Statistischen Bundesamt durchgeführt wurde. Insgesamt wurden über 5.000 Haushalte und mehr als 11.000 Personen ab zehn Jahren an drei Tagen – an zwei Wochentagen und an einem Tag am Wochenende – zu ihren täglichen Aktivitäten freiwillig schriftlich befragt.

#### Erwerb-und-Sorge-Modell
Bereits im Ersten Gleichstellungsbericht findet sich die Forderung nach einer „neue(n) Norm des Arbeitnehmers oder der Arbeitnehmerin mit Fürsorgeverpflichtungen“, an der sich die Politik für ihre Entscheidungen orientieren kann. Im Anschluss daran geht die Sachverständigenkommission davon aus, dass eine gleichstellungsorientierte Gestaltung der Erwerbs- und Sorgearbeit allen Menschen unabhängig vom Geschlecht ermöglichen muss, während ihres Lebensverlaufs Erwerbs- und Sorgearbeit gleichberechtigt zu verbinden.
Diese Sichtweise bringt das „earner-carer model“ auf den Punkt. Danach soll es allen Menschen je nach den Anforderungen im Lebensverlauf möglich sein, neben der Erwerbsarbeit auch private Sorgearbeit zu leisten; gleichzeitig muss informelle Sorgearbeit jederzeit zusammen mit Erwerbsarbeit gelebt werden können. Eine griffige deutsche Übersetzung des „earner-carer model“ hat sich noch nicht etabliert. Die Sachverständigenkommission verwendet den Begriff „Erwerb-und-Sorge-Modell“.
Dieses Modell fordert von der Politik, den bestehenden Problemen der Aufteilung von Erwerbs- und Sorgearbeit zu begegnen und die gesellschaftliche Organisation der Sorgearbeit nicht im Privaten zu individualisieren, sondern durch eine institutionelle und politische Rahmung zu gewährleisten, dass Zweiverdiener-Arrangements ohne Überforderung gelebt werden können.
Im Gutachten der Sachverständigen wird betont: Aufgabe von Gleichstellungspolitik sei es nicht, Menschen das Erwerb-und-Sorge-Modell vorzuschreiben. Es sei vielmehr verfassungsrechtlicher Auftrag, auch dieses Lebensmodell zu ermöglichen und Rahmenbedingungen dafür zu schaffen, dass Menschen gleichberechtigt an der Erwerbsarbeit und an der Sorgearbeit teilhaben können, ohne dafür auf Verwirklichungschancen verzichten oder besondere Risiken auf sich nehmen zu müssen.

#### Gleichstellungspolitische Ziele
Aus der gleichstellungspolitischen Leitidee – gleiche Verwirklichungschancen unabhängig vom Geschlecht und mit einer entsprechenden Verteilung von Chancen und Risiken im Lebensverlauf – leitete die Sachverständigenkommission konkrete gleichstellungspolitische Zielsetzungen für die Gestaltung der Erwerbs- und Sorgearbeit ab. Gleichstellung setzt demnach voraus: die Möglichkeit einer gleichberechtigten und partnerschaftlichen Teilhabe an der Erwerbsarbeit für alle, insbesondere auch für Frauen; die Möglichkeit einer gleichen und partnerschaftlichen Beteiligung von Männern an Aufgaben der privaten Sorgearbeit; die Möglichkeit, Erwerbs- und Sorgearbeit im Lebensverlauf zu verbinden (Erwerb-und-Sorge-Modell).
Der Gleichstellungspolitik stellt sich damit die Aufgabe, auf unterschiedlichen Handlungsfeldern eine Vielfalt gleichstellungspolitischer Ziele zu verbinden:
- Eigenständige wirtschaftliche Sicherung durch gleichberechtigte Integration in die Erwerbsarbeit
- Eigenständige wirtschaftliche Sicherung durch soziale Absicherung für unbezahlte Sorgearbeit
- Eigenständige wirtschaftliche Sicherung im Alter
- Gleicher Lohn für gleiche und gleichwertige Arbeit
- Qualitativ hochwertige und (finanziell) zugängliche Betreuungs- und Pflegeinfrastruktur
- Gleiche Verteilung der unbezahlten Sorgearbeit unabhängig vom Geschlecht
- Vereinbarkeit von gutem Leben, Sorge- und Erwerbsarbeit
- Auflösung von Geschlechterstereotype
- Abbau von Diskriminierung und Schutz vor geschlechtsbezogener Gewalt

### Themen und dazu ausgewählte Handlungsempfehlungen des Sachverständigengutachtens für den Zweiten Gleichstellungsbericht der Bundesregierung

#### Gleichstellung in der Erwerbsarbeit
Zunächst wird im Gutachten der Sachverständigen auf die Erwerbsarbeit fokussiert und zwar sowohl auf die abhängige als auch auf die selbständige Erwerbsarbeit wie auch die Berufswahl und die berufliche Weiterbildung. Die noch vorherrschenden Rahmenbedingungen des „Normalarbeitsverhältnis“ erschweren vielen Menschen mit Sorgeverpflichtungen ein partnerschaftliches Erwerb-und-Sorge-Arrangement zu leben. Dabei sollte eine gleichstellungsorientierte Personalplanung alle Arbeitnehmerinnen und Arbeitnehmer als Erwerbs- und Sorgearbeitende begreifen. Teilzeit ist häufig eine „Falle“, da es keinen Rechtsanspruch darauf gibt, eine Reduktion der Arbeitszeit zu befristen und/oder wieder auf Vollzeitarbeit zu erhöhen und allgemeiner die Arbeitszeit flexibel an die jeweiligen Lebensphasen anzupassen. Ein lebensphasenorientiertes Konzept von Arbeitszeit und Arbeitsort ermöglicht dagegen ein partnerschaftliches Erwerb-und-Sorge-Arrangement für alle Menschen in gleicher Weise. Entsprechende Arbeitszeitkonzepte können einen Wandel betrieblicher Arbeitszeitroutinen herbeiführen und zum Abbau der Diskriminierung von Teilzeitbeschäftigten beitragen. Die Sachverständigenkommission warnt aber auch vor den Gefahren der Entgrenzung, Überforderung und Überlastung, die mit mobiler Arbeit verbunden sein können. Daher müssen flexible Arbeitsmodelle von Schutzmaßnahmen begleitet werden. Zusätzlich schlägt die Kommission die Einführung eines „Familiengeldes“ vor, einer bis zu 24 Monate langen pauschalen Leistung, mit der beide Elternteile in der Elternzeit einer reduzierten Vollzeittätigkeit innerhalb eines bestimmten vollzeitnahen Arbeitszeitkorridors nachgehen können.
Auch die ungleiche Verteilung von Chancen und Risiken im Lebensverlauf durch die geschlechterstereotype Verteilung von Berufen und Tätigkeiten wird thematisiert. Viele Chancen und Risiken sind statistisch eng mit der Berufswahl und dem erlernten Beruf verknüpft. Dies drückt sich unter anderem in geringeren Entgelten, schlechterer eigenständiger Absicherung und geringen Anteilen in Führungspositionen aus. Daher ist eine genderkompetente, diversitäts- und interkulturell kompetente Berufsberatung erforderlich.

#### Aufwertung der erwerbsförmigen Sorgearbeit
Sorgearbeit ist ein zentrales Thema für die Gleichstellung der Geschlechter. Entsprechend ist die Aufwertung der erwerbsförmigen Sorgearbeit ein wichtiges gleichstellungspolitisches Anliegen. Erwerbsförmige Sorgearbeit, etwa im Gesundheits- und Pflege- oder Erziehungssektor, ist häufig geprägt von prekären Beschäftigungsverhältnissen mit Niedriglohn und ungewollter Teilzeit. Sie geht oft einher mit starken gesundheitlichen Belastungen und es fehlen Um- und Aufstiegsmöglichkeiten. Statt derartiger „Sackgassenberufe“ fordert die Sachverständigenkommission, dass die Berufe in der Sorgearbeit zu echten „Lebensberufen“ werden, in denen die Beschäftigten dauerhaft gut arbeiten und sich entwickeln können. Gleichzeitig ist die Gesellschaft auf qualifizierte und qualitativ hochwertige Sorgearbeit angewiesen. Dem soll laut den Sachverständigen auch das Aus- und Weiterbildungssystem entsprechen.

#### Rahmenbedingungen und Infrastruktur der Sorgearbeit
Die Rahmenbedingungen und die Infrastruktur für Sorgearbeit werden in zwei weiteren Kapiteln behandelt: dabei geht es zum einen um die Sorge für Kinder und um die Sorge für pflegebedürftige Personen. Der Befund der Sachverständigenkommission lautet hier, dass es noch deutlichen Verbesserungsbedarf in der Betreuungsinfrastruktur der Kindertageseinrichtungen und Ganztagsschulen gibt. Zur Stärkung der Väterbeteiligung bei der unbezahlten Sorgearbeit für kleine Kinder schlägt die Kommission in Anlehnung an Regelungen in anderen europäischen Ländern zum einen die Einführung einer zweiwöchigen „Vaterschaftsfreistellung“ vor, die innerhalb der ersten 30 Tage nach der Geburt eines Kindes in Anspruch genommen werden kann. Zum anderen empfiehlt die Kommission längerfristig eine Neuverteilung des Elterngeldanspruchs durch einen Ausbau der Partnermonate. Über die Elternzeit hinaus bedarf es weiterer Möglichkeiten flexibel für Kinder da sein zu können (z. B. Arztbesuche, Einschulungen, Schulfeste etc.). Die Einführung eines flexiblen Zeitbudgets von insgesamt 120 Tagen für jedes Kind für die Dauer der Minderjährigkeit, gekoppelt mit einer echten Entgeltersatzleistung in der Höhe des Elterngeldes, würde den Eltern die Sorge für ihre Kinder ermöglichen, ohne in finanzielle oder psychische Belastungssituationen zu geraten.
Die Sachverständigenkommission sieht bei Pflegeinfrastrukturen bislang Genderaspekte bei der Planung und Finanzierung noch zu wenig berücksichtigt. Um eine genderkompetente, diversitäts- und interkulturell kompetente Pflege zu ermöglichen, sollten die hierfür notwendigen personellen und finanziellen Ressourcen in die Regelfinanzierung der Einrichtungen integriert werden. Die Sachverständigenkommission empfiehlt eine Orientierung am „skandinavischen Weg“ mit einem höheren öffentlichen Finanzierungsanteil, um eine qualitativ hochwertige und für alle zugängliche Pflegeinfrastruktur zu ermöglichen. Professionelle Unterstützungsangebote sollten deutlich gestärkt werden, um gemischte Betreuungsarrangements zu ermöglichen, die sich durch eine verbesserte und auf die konkreten Bedürfnisse von Pflegenden und Gepflegten abgestimmte Kombinationsmöglichkeit der unterschiedlichen Elemente auszeichnen. Zusätzlich schlägt die Sachverständigenkommission ein aus Steuermitteln finanziertes flexibles Zeitbudget mit Entgeltersatzleistungen in der Höhe analog zum Elterngeld von insgesamt 120 Tagen für die Pflege von Angehörigen vor.

#### Rahmenbedingungen und Infrastruktur der privaten Haushaltsführung
Im Kapitel zu den Rahmenbedingungen und der Infrastruktur für die private Haushaltsführung werden haushaltsnahe Dienstleistungen behandelt. Haushaltsnahe Dienstleistungen umfassen zum einen sachbezogene Dienstleistungen wie Putzen, Kochen, Waschen und Alltagsorganisation. Zum anderen umfassen sie auch personenbezogene Dienstleistungen wie die alltägliche Betreuung und Unterstützung von Kindern und pflegebedürftigen Familienmitgliedern. Gute Arbeit sollte sowohl für die Beschäftigten als auch für die Haushalte, die die Dienstleistungen in Anspruch nehmen, gewährleistet werden. So könnte durch die Einführung von Zertifikaten einheitliche Qualitätsstandards für haushaltsnahe Dienstleistungen entwickelt werden und sozialversicherungspflichtige Beschäftigung und arbeitsrechtlicher Schutz von Haushaltsarbeiterinnen und -arbeitern gefördert werden. Durch die Einführung eines Gutscheinsystems, das auch Haushalte mit mittleren und geringen Einkommen erreichen und klein- und mittelständische Dienstleistungsunternehmen stärken könnte, sollte Wege aus der irregulären Beschäftigung eröffnet und die Nachfrage nach regulären haushaltsnahen Dienstleistungen gesteigert werden.

#### Wiedereinstieg in die Erwerbsarbeit
Der Wiedereinstieg ins Berufsleben ist ein weiterer Bestandteil des Empfehlungsteils des Gutachtens. Für einen gelingenden Wiedereinstieg sind Stärkung und Ausbau der Rückkehrrechte nach familienbedingten Pausen einschließlich entsprechender Arbeitgeberunterstützung von zentraler Bedeutung. Viele Wiedereinsteigerinnen und -einsteiger benötigen nach einer längeren Unterbrechung Weiterbildungs- und Fortbildungsmaßnahmen, um wieder auf den aktuellen technischen und fachlichen Stand ihrer Tätigkeit bzw. ihres Berufs zu kommen. Ein Rechtsanspruch auf Förderung beruflicher Weiterbildung oder die Wiedereinführung des Unterhaltsgelds ist daher zu begrüßen.

#### Anreize bei der Ressourcen- und Arbeitsteilung in Ehe und Eingetragener Lebenspartnerschaft
Die bestehenden Anreize bei der Ressourcen- und Arbeitsteilung in der Ehe und der Eingetragenen Lebenspartnerschaft bilden ein weiteres Kapitel. Die Sachverständigenkommission empfiehlt darin, die Lohnsteuerklasse V zu streichen. Auch soll das Ehegattensplitting zu einem „Realsplitting“ weiter entwickelt werden, um den Splittingvorteil nach oben zu begrenzen.
Als weitere Maßnahme wird vorgeschlagen, den Zugang zur gesetzlichen Kranken- und Pflegeversicherung auf dauerhaft angelegte Paarkonstellationen mit Sorgeverpflichtungen zu erweitern. Gleichzeitig sollte für nicht erwerbstätige Ehepartnerinnen und Ehepartner und eingetragene Lebenspartnerinnen und Lebenspartner, die bisher beitragsfrei mitversichert sind, der Zugang zu dieser Versicherungsleistung auf die Phasen intensiver Sorgearbeit beschränkt werden.
Minijobs hält die Sachverständigenkommission für ungeeignet um eine eigenständige wirtschaftliche Sicherung und den Aufbau eigenständiger Rentenansprüche zu ermöglichen. Daher empfiehlt sie diese wie anderes Einkommen zu besteuern: Die Personen mit geringfügiger Beschäftigung würden dann regelhaft renten- kranken-, pflege- und arbeitslosenversichert. Gleichzeitig blieben durch den steuerlichen Grundfreibetrag niedrige Einkommen – auch solche in Minijob-Höhe – weiterhin steuerfrei. Die Besteuerung des Einkommens und die Sozialversicherungspflicht von Minijobs würden die Unterschiede zwischen einem Minijob und einer abhängigen Teilzeitbeschäftigung deutlich reduzieren. Dadurch würde es attraktiver die Arbeitszeit aufzustocken und mehr eigenes Einkommen zu verdienen.

#### Rente und Alterssicherung: Bilanz des Lebenslaufs
Im Abschnitt zu Rente und Alterssicherung empfiehlt die Sachverständigenkommission die gesetzliche Rentenversicherung zu einer universellen Versicherung mit einem Mindestsicherungsziel auszubauen. Dabei sollten alle Bürgerinnen und Bürger auf alle Einkommen Beiträge in die gesetzliche Rentenversicherung einzahlen, auch bisher nicht versicherungspflichtige Selbstständige. Alle Bürgerinnen und Bürger in Deutschland sollen so im Alter eigenständige, existenzsichernde Ansprüche auf Alterssicherung bekommen. Gleichzeitig soll laut Sachverständigenkommission Sorgearbeit in der Alterssicherung honoriert werden und zu eigenständigen Ansprüchen führen. Ein nachsorgender sozialer Ausgleich bei niedrigen Rentenansprüchen soll dafür sorgen, dass im Alter das soziokulturelle Minimum gewährleistet ist.

### Aktuelle Herausforderungen in der Gleichstellungspolitik
Das letzte Kapitel befasst sich mit aktuellen Herausforderungen in der Gleichstellungspolitik: Hierzu gehören die gleichstellungsorientierte Gestaltung der digitalen Arbeit, die Überwindung von Partnerschaftsgewalt, Flucht und die Stärkung von Strukturen und Instrumenten für die Durchsetzung von Gleichstellung.

#### Gleichstellungsorientierte Gestaltung der digitalen Arbeit
Immer mehr Unternehmen bieten Dienstleistungen über digitale Plattformen an, denn so lassen sich die Transaktionskosten für die Vermittlung von Dienstleistungen drastisch reduzieren. Soloselbstständige erbringen dann die Dienstleistungen, die sie vom Plattformunternehmen vermittelt bekommen haben. Durch dieses Geschäftsmodell werden die Risiken auf die Soloselbstständigen abgewälzt. Diese müssen für ihre soziale Absicherung aufkommen – unter teils prekären Arbeitsbedingungen. Neben vielen weiteren Punkten im Themenbereich Digitalisierung empfehlen die Sachverständigen eine bessere Regulierung solcher Plattformen.

#### Überwindung von Partnerschaftsgewalt
Für die Überwindung von Partnerschaftsgewalt werden im Gutachten weitere Präventionsmaßnahmen in Schulen und Bildungseinrichtungen empfohlen sowie gezielte Unterstützungsmaßnahmen für Kinder, die in Situationen häuslicher Gewalt leben oder gelebt haben, wie auch die Fortführung und Intensivierung von kontinuierlicher Öffentlichkeitsarbeit und von Kampagnen gegen sexualisierte und häusliche Gewalt. Auch Schutzmaßnahmen sollten weiter ausgebaut und finanziell unterstützt werden.

#### Flucht
Bezogen auf das Thema Flucht empfiehlt die Sachverständigenkommission unter anderem Maßnahmen zum Gewaltschutz von geflüchteten Menschen auszubauen und die Förderung und Gestaltung der Arbeitsmarktintegration von Geflüchteten gleichstellungsorientiert zu gestalten.

#### Stärkung von Strukturen und Instrumenten für die Durchsetzung von Gleichstellung
Die Sachverständigen gehen im letzten Teil des Gutachtens darauf ein, welche Vorkehrungen für die Durchsetzung von Gleichstellung erforderlich sind. Dazu zählen die Einführung eines gleichstellungspolitischen Aktionsplans auf Bundesebene, die Stärkung der gleichstellungsorientierten Gesetzesfolgenabschätzung, eine gleichstellungsorientierte und geschlechtergerechte Haushaltspolitik sowie die Einrichtung einer Transferstelle, die als Schnittstelle zwischen Forschung und Praxis fungiert und die Verwaltung begleitend berät.

## Der Dritte Gleichstellungsbericht der Bundesregierung
Der Dritte Gleichstellungsbericht der Bundesregierung wurde am 9. Juni 2021 vom Kabinett beschlossen.
Der Bericht setzt sich aus dem Gutachten der Sachverständigenkommission, der Stellungnahme der Bundesregierung und einer Bilanzierung des Zweiten Gleichstellungsberichts zusammen. Der Dritte Gleichstellungsbericht der Bundesregierung befasst sich mit der Frage, welche Weichenstellungen erforderlich sind, um die Entwicklungen in der digitalen Wirtschaft so zu gestalten, dass Frauen und Männer gleiche Verwirklichungschancen haben.
Das Gutachten war am 26. Januar 2021 an Bundesgleichstellungsministerin Franziska Giffey übergeben worden. Die Sachverständigenkommission hatte von April 2019 bis Januar 2021 ehrenamtlich und unabhängig an der Erstellung des Gutachtens für den Dritten Gleichstellungsbericht gearbeitet. Sie setzte sich aus den folgenden elf Mitgliedern zusammen:
- Aysel Yollu-Tok, Hochschule für Wirtschaft und Recht Berlin
- Miriam Beblo, Universität Hamburg
- Claude Draude, Wissenschaftliches Zentrum für Informationstechnik-Gestaltung (ITeG), Universität Kassel
- Thomas Gegenhuber, Leuphana Universität Lüneburg
- Stephan Höyng, Katholische Hochschule für Sozialwesen Berlin
- Katja Nebe, Martin-Luther-Universität Halle-Wittenberg
- Caroline Richter, Institut Arbeit und Qualifikation IAQ, Universität Duisburg-Essen
- Hendrik Send, Alexander von Humboldt Institut für Internet und Gesellschaft (HIIG), Hochschule Anhalt, Bernburg
- Indra Spiecker gen. Döhmann, Goethe-Universität Frankfurt am Main
- Timm Teubner, Einstein Center Digital Future, Technische Universität Berlin
- Stefan Ullrich, Weizenbaum-Institut für die vernetzte Gesellschaft

Die Sachverständigenkommission bestand aus Experten und Expertinnen, die in der Wissenschaft, aber auch im öffentlichen Leben, in Politik, Verbänden oder der Wirtschaft zu gleichstellungspolitischen Themen arbeiten und forschen. Interdisziplinarität besteht auch in Hinblick auf den eingebrachten Sachverstand der Kommission, der verschiedene Forschungs- und Arbeitsfelder umfasst, wie u. a. Volkswirtschaft, Informatik, Pädagogik, Rechtswissenschaft, Betriebswirtschaft, Soziologie und Wirtschaftsingenieurwesen.
Die Sachverständigenkommission gab für die Arbeit an ihrem Gutachten eine Reihe von vertiefenden Expertisen in Auftrag, die bereits vor Fertigstellung des Gutachtens veröffentlicht wurden. Diese Expertisen unterstützen die Kommissionsarbeit auf unterschiedliche Arten, beispielsweise durch eigene empirische Untersuchungen oder durch die Aufarbeitung des Wissensstandes in einem bestimmten Gebiet. Zudem hat die Sachverständigenkommission eine Reihe von Hearings durchgeführt, zu denen Dokumentationen online veröffentlicht wurden.
Für die wissenschaftliche und organisatorische Unterstützung der Sachverständigenkommission wurde beim Institut für Sozialarbeit und Sozialpädagogik e.V. eine „Geschäftsstelle Dritter Gleichstellungsbericht der Bundesregierung“ eingerichtet. Zu den Aufgaben der Geschäftsstelle gehörten u. a. die inhaltliche und organisatorische Vor- und Nachbereitung der Kommissionssitzungen sowie von Foren und Fachgespräche. Weiterhin war sie für die Vergabe der Expertisen im Auftrag der Sachverständigenkommission zuständig. Darüber hinaus unterstützte sie die Kommission bei der wissenschaftlichen Vorbereitung des Gutachtens und bei der Durchführung von Vorträgen. Die Geschäftsstelle ist weiterhin für die Öffentlichkeitsarbeit und für die Verwaltung der Haushaltsmittel zuständig.
Neben der Arbeit für die Sachverständigenkommission unterstützte die Geschäftsstelle die Bundesregierung bei der Bilanzierung des Zweiten Gleichstellungsberichts. Die Geschäftsstelle unter der Leitung von Sebastian Scheele und Dr. Ulrike Spangenberg setzt sich aus einem interdisziplinären Team zusammen und spiegelt die interdisziplinäre Zusammensetzung der Kommission wider.

### Grundlegende Konzepte des Gutachtens für den Dritten Gleichstellungsbericht der Bundesregierung

#### Verwirklichungschancen
Wie auch die Sachverständigenkommission für den Zweiten Gleichstellungsbericht nutzte die Kommission für das Gutachten zum Dritten Gleichstellungsbericht das Konzept der Verwirklichungschancen nach Amartya Sen. Angestrebt wird eine Gesellschaft mit gleichen Verwirklichungschancen für alle Menschen unabhängig vom Geschlecht; eine Gesellschaft, in der die Chancen und Risiken über den Lebensverlauf und bei gesellschaftlichen Transformationsprozessen gleich verteilt sind.
Im Zentrum des Ansatzes steht die Idee einer substanziellen Chancengleichheit. Der Blick wird auf strukturelle Ungleichheiten gerichtet, die auch bei gleichen Startbedingungen bestehen können. Der Ansatz verfolgt das Ziel, dass Menschen nicht nur formale Wahlmöglichkeiten im Leben haben, sondern tatsächliche. Gesellschaftliche Transformationsprozesse nehmen dabei Einfluss auf den Lebenslauf und die damit verbundenen Verwirklichungschancen von Menschen. Um den gleiche Zugang zu ihnen zu gewährleisten, müssen die entsprechenden politischen, ökonomischen und gesellschaftlichen Rahmenbedingungen im Zuge gesellschaftlicher Transformationen wieder Digitalisierung angepasst werden.

#### Soziotechnischer Ansatz
Die Sachverständigenkommission nahm eine soziotechnische Perspektive ein, um die Verschränkungen von digitaler Transformation und Geschlechterverhältnissen zu analysieren. Basis des Ansatzes ist die Grundannahme, dass technologische Entwicklungen nicht neutral sind, sondern durch die gesellschaftlichen Verhältnisse geprägt werden. Gleichzeitig wirken diese wiederum auf die Gesellschaft ein. In der Analyse werden die sonst oft getrennt voneinander betrachteten Sphären der technischen und der sozialen Welt so gemeinsam in den Blick genommen. Der soziotechnische Ansatz betrachtet und beurteilt automatisierte Prozesse und datengestützte Entscheidungen von Menschen daher immer in ihrem gesellschaftlichen Kontext und ermöglicht es so, verschiedene Felder digitaler Transformation in ihren Verschränkungen zu sehen und zu gestalten. Um die Digitalisierung geschlechtergerecht zu gestalten, müssen die Gestaltung von Technologien und deren Folgenabschätzung daher auch soziale, ökonomische und ökologische Aspekte miteinbeziehen.

#### Digitalisierung
Digitalisierung bezeichnet einen umfassenden gesellschaftlichen Transformationsprozess, der sich heute vor allem durch seine Datengetriebenheit auszeichnet. Dieser Prozess geht damit einher, dass die Welt auf eine bestimmte, für Computer lesbare Weise aufbereitet wird, um meist in algorithmische Systeme einzufließen. Die datengetriebene Digitalisierung ermöglicht eine schnelle, einfache und preiswerte Verknüpfung unterschiedlichster Informationen aus unterschiedlichsten Quellen. Sie ermöglicht neue Aussagen über Individuen und über die Gruppen, denen sie zugeordnet werden; diese Aussagen werden für Entscheidungen aller Art herangezogen. Der Prozess der maschinellen Berechnung, der hinter vielen Entscheidungsausgängen steht, verschleiert das Menschengemachte dieser Prozesse. Die datengetriebene, mathematische Übersetzung der Welt nimmt heute Einfluss auf alle Sphären des Lebens, sie beeinflusst, wie die Arbeitswelt organisiert ist, welche Berufsfelder ausgeweitet werden, welche verschwinden und wer jeweils in ihnen arbeitet, sie bietet neue Möglichkeiten der Arbeitssuche oder auch des Recruitings mit bestimmten Risiken, sie kreiert neue Bedarfe an Kompetenzen und nimmt Einfluss auf unsere Kommunikation und die Entwicklung von Interessen, um nur einige Beispiele zu nennen.

#### Gleichstellung im Kontext der Digitalisierung
Die Digitalisierung stellt ein Gelegenheitsfenster für die Gleichstellung der Geschlechter dar, bringt jedoch auch neue Risiken mit sich. Im Zuge tiefgreifender Transformationen, wie es die Digitalisierung ist, können Machtverhältnisse neu verhandelt werden um auf den Abbau geschlechtsbezogener Barrieren, die der Realisierung gleicher Verwirklichungschancen im Weg stehen hinzuwirken. Zentrale Barrieren sind strukturelle Benachteiligungen, Geschlechterstereotype und geschlechtsbezogene Gewalt. Um die Möglichkeiten der Digitalisierung für eine positive Entwicklung zu nutzen, müssen ein gleicher Zugang zu relevanten Ressourcen und Kompetenzen vorausgesetzt sein, strukturelle Barrieren für die geschlechtergerechte Nutzung digitaler Technologie abgebaut werden und die geschlechtergerechte Gestaltung von Technik gewährleistet werden.

##### Zugang
Der Zugang zu digitalen Technologien beeinflusst, welche Möglichkeiten Menschen zur Verfügung stehen, am Arbeitsmarkt teilzuhaben, soziale Beziehungen zu pflegen und politisch zu partizipieren. Derzeit gibt es dabei deutliche geschlechtsbezogene Barrieren. Zum Zugang gehören einerseits materielle Ausstattung und digitale Kompetenzen, andererseits Zeitsouveränität (die Verteilung von Erwerbs- und Privatleben auf eine selbstbestimmte Art und Weise), Raumsouveränität (die bedarfsorientierte Möglichkeit zur Verlagerung des Arbeitsortes) und informationelle Selbstbestimmung (die Fähigkeit und Möglichkeit, informiert der Verarbeitung der eigenen Daten zuzustimmen oder sie abzulehnen).

##### Nutzung
Damit der Zugang zu digitalen Technologien auch geschlechtergerecht genutzt werden kann, müssen weitere strukturelle Barrieren, Geschlechterstereotype und Diskriminierungsrisiken berücksichtigt werden. In Betrachtung gezogen werden sollten: Gender-Pay-Gaps, die Arbeitskultur und der Zugang zu Förderungen in der Digitalbranche, die Vergabe von Aufträgen und der Einfluss von Stereotypen in der Plattformarbeit, der geschlechtergerechte Zugang zu digitalisierungsbezogenen Fortbildungen in Unternehmen oder auch die ungleich verteilten Risiken digitaler Gewalt im Netz.
Die Nutzung digitaler Technologien im Arbeitsumfeld zur Ermöglichung von Homeoffice kann neue Chancen für die Vereinbarkeit mit sich bringen und die gerechtere Verteilung von Sorgearbeit begünstigen, birgt jedoch auch das Risiko der Entgrenzung. Ob Ressourcen genutzt und damit Verwirklichungschancen realisiert werden können, hängt folglich von der Gestaltung dieser Möglichkeiten ab.

##### Gestaltung
Die Chancen, an der Technikgestaltung zu partizipieren, sind je nach Geschlecht unterschiedlich verteilt, unter anderem, da Frauen sich mit strukturellen Barrieren konfrontiert sehen, wenn sie in der Digitalbranche tätig sein wollen.
Jedoch ist auch der Gestaltungsprozess von Technologien selbst vergeschlechtlicht. Technikentwicklung wird zumeist als wertneutral und als von sozialen Prozessen entkoppelt verstanden und gelehrt, worauf die soziotechnische Perspektive kritisch hinweist. Die soziotechnische Perspektive in der Gestaltung von Technologien ist essenziell, um auf geschlechtergerechtere Ergebnisse hinzuarbeiten. Zudem müssen die Arbeitskulturen und die Organisation der Arbeit in der Digitalbranche selbst in Augenschein genommen werden, da sich auch hier Vergeschlechtlichungen und Stereotype niederschlagen können.

##### Gleichstellungspolitische Zielsetzung
Die Sachverständigenkommission formulierte zehn Zielsetzungenals normativen Kompass ihres Gutachtens:
- geschlechtergerechte Technikentwicklung und Technikgestaltung
- geschlechtsunabhängiger Zugang zu digitalisierungsbezogenen Kompetenzen
- geschlechtsunabhängiger Zugang zu digitalisierungsbezogenen Ressourcen (digitalen Technologien, Zeit und Raumsouveränität sowie informationeller Selbstbestimmung)
- eigenständige wirtschaftliche und soziale Sicherung durch gleichberechtigte Integration in die digitalisierte Wirtschaft
- gleicher Lohn für gleiche und gleichwertige Arbeit in der digitalisierten Wirtschaft
- Auflösung von Geschlechterstereotypen im Kontext der Digitalisierung
- geschlechtergerechte Verteilung der unbezahlten Sorgearbeit für andere im Kontext der Digitalisierung
- Vereinbarkeit von Erwerbsarbeit, Sorgearbeit für andere und Selbstsorge im Kontext der Digitalisierung
- Abbau von Diskriminierung und Schutz vor geschlechtsbezogener Gewalt in analogen und digitalen Räumen
- geschlechtergerechte Gestaltungsmacht der digitalen Transformation in Wirtschaft, Politik, Verwaltung und Gesellschaft

#### Aufbau des Gutachtens: Zwiebelmodell
Die Analysen und Handlungsempfehlungen beziehen sich auf verschiedene Bereiche der Digitalisierung. Die Sachverständigenkommission strukturiert das fast 200 Seiten stark Gutachten entlang eines „Zwiebelmodells“: Von der Digitalbranche als Treiberin der Digitalisierung im Innern der Zwiebel, über die digitale Wirtschaft – beispielsweise die Plattformökonomie – und die digitalisierte Wirtschaft bis hin zur äußeren Zwiebelschicht der Digitalisierung der Gesellschaft, in der Phänomene wie Soziale Medien und geschlechtsbezogene digitale Gewalt betrachtet werden. Dazu kommt ein Blick auf gleichstellungspolitische Strukturen und Instrumente als „Nährboden“ für eine gleichstellungsorientierte Gestaltung der Digitalisierung in den einzelnen Zwiebelschichten.

### Ausgewählte Themen und Handlungsempfehlungen des Gutachtens

#### Digitalbranche (B.I)
Im Inneren der Zwiebel liegt die Digitalbranche, oft auch als Informations- und Kommunikationstechnologie bezeichnet. Hier werden digitale Technologien produziert, also Güter wie Computerhardware und -software und Netzwerkinfrastruktur. Die Digitalbranche ist nach wie vor stark männlich geprägt. Hier arbeiten über 80 Prozent Männer (durchschnittlich 17 Prozent Frauen). Frauen steigen selten ins (Top)-Management auf und sie verlassen die Branche deutlich häufiger wieder als Männer. Auch bei Gründungen in der Digitalbranche ist der Frauenanteil gering.
Die Sachverständigenkommission empfiehlt daher u. a., Zugangsbarrieren abzubauen. Dafür muss die Arbeitskultur offener werden. Nicht die Frauen müssen sich verändern, sondern die Unternehmen („fix the company“ statt „fix the women“). Gründungsförderprogramme müssen evaluiert und danach ausgerichtet werden, allen zugutezukommen.
Die Sachverständigenkommission empfiehlt zudem u. a., bereits bei der Entwicklung digitaler Technik vielfältige Perspektiven einzubeziehen, um einer vielfältigen Gesellschaft gerecht zu werden. Methoden für geschlechtergerechte und diskriminierungsfreie IT-Systeme müssen für die praktische Anwendung normiert, standardisiert und systematisch umgesetzt werden.

#### Digitale Wirtschaft (B.II)
Die digitale Wirtschaft umfasst die Tätigkeiten und Geschäftsmodelle, die erst durch die in der Digitalbranche produzierten Technologien möglich geworden sind, beispielsweise die Plattformökonomie, mit ihr gehen neue Formen der Arbeit einher. Beispiele sind online buchbare Fahr- oder Essenslieferdienste oder online vermittelte Mikrojobs, wie das Verfassen von Texten.
Plattformarbeit bietet – aus Sicht der Arbeitenden – einige Vorteile: Die Arbeit ist zeitlich flexibel zu erledigen und oftmals nicht an einen konkreten Ort gebunden. Damit erleichtert sie potentiell die Vereinbarkeit von Erwerbs- und Sorgearbeit, z. B. beim Wiedereinstieg in den Beruf. Im Gutachten wird auch auf Probleme der Plattformarbeit hingewiesen. Zum Beispiel werden die Arbeitenden üblicherweise als Soloselbständige und nicht als Beschäftigte eingeordnet. Daher fehlt es ihnen häufig an einer sozialen Absicherung. Durch die prekäre Situation der Plattformarbeitenden verschärfen sich außerdem Risiken wie niedrige Einkommen, Gewalterfahrungen und sexuelle Belästigung. Zudem erhalten sie kein Arbeitszeugnis.
Die Sachverständigenkommission empfiehlt daher u. a., die soziale Absicherung von Plattformarbeitenden zu regeln und sie besser vor Diskriminierungen zu schützen. Zudem müssen sie ihre beruflichen Kompetenzen, die sie auf Plattformen erworben haben, für Bewerbungen auf „offline“-Arbeitsstellen nutzen können. Dafür müssen diese Kompetenzen nachweisbar gemacht werden.

#### Digitalisierte Wirtschaft (B.III)
Die digitalisierte Wirtschaft umfasst alle wirtschaftlichen Aktivitäten, in denen Informations- und Kommunikationstechnologien genutzt werden, und die sich durch diese verändern. Beispiele sind digitales Lagermanagement, Selbstbedienungskassen in Supermärkten oder elektronische Dokumentationssysteme in der Pflege. Die Digitalisierung des Arbeitsmarktes kann eine Chance sein, geschlechtsunabhängige Verwirklichungschancen für alle zu erreichen. Methoden geschlechtergerechter Arbeitsbewertung sind dafür ein Schlüssel, wenn sie systematisch und verpflichtend zum Einsatz kommen.
Die Sachverständigenkommission empfiehlt daher u. a., digitalisierungsbezogene Kompetenzen, die bereits vorhanden sind und genutzt werden, in den unterschiedlichen Berufen sichtbar zu machen. Diese fließen bisher oftmals zu wenig in die Arbeitsbewertung ein, insbesondere in Feldern wie der Pflege, in denen sie bislang kaum anerkannt werden. Zudem müssen als „weiblich“ wahrgenommene Kompetenzen (wie z. B. psychosoziale Anforderungen) angemessen berücksichtigt und entlohnt werden.
Damit Menschen in der zunehmend digitalisierten Gesellschaft zurechtkommen und diese aktiv mitgestalten können, benötigen sie mehr digitalisierungsbezogene Kompetenzen. Dazu gehören beispielsweise die Fähigkeit, Informationen im Netz suchen und diese hinsichtlich ihrer Seriosität und Glaubwürdigkeit einordnen zu können, Kenntnisse über Kommunikation, Kooperation und Funktionsweisen politischer Teilhabe über digitale Kanäle, die Produktion von digitalen Audio- und Videoformaten, ein grundlegendes Verständnis der Funktionsweise, Programmierung und Grenzen informationstechnischer Systeme sowie der Regeln des Daten- und Persönlichkeitsschutzes.
Die Sachverständigenkommission empfiehlt daher u. a., geschlechtsbezogene Barrieren abzubauen, die den Zugang zu diesen Kompetenzen erschweren oder sogar verhindern. Dies gilt für alle Bildungsebenen und über den gesamten Lebensverlauf, von der frühkindlichen Bildung bis zur Weiterbildung. Zudem sollte die Nationale Weiterbildungsstrategie um Gleichstellungsziele erweitert werden.
Neue Methoden, wie beispielsweise der Einsatz von Algorithmen in der Personalauswahl, gehen mit erheblichen Diskriminierungsrisiken einher. Die Funktionsweise von Systemen, die Personalentscheidungen unterstützen sollen, ist schwer überprüfbar: Welche Kriterien entscheiden etwa, wenn ein System eine Bewerbung automatisch aussortiert oder welchen Personen Stellenanzeigen auf Sozialen Medien gezielt gezeigt werden?
Die Sachverständigenkommission empfiehlt daher u. a., den Einsatz algorithmischer Systeme bei Personalentscheidungen in die Liste der Vorgänge aufzunehmen, bei denen eine Datenschutzfolgenabschätzung zwingend durchzuführen ist. Bei automatisierten Systemen ist Transparenz sicherzustellen und eine vollständige Automatisierung zu verbieten.
Möglichkeiten, aber auch Risiken Mobiler Arbeit müssen differenziert betrachtet werden. Durch die Entgrenzung von Erwerbs- und Sorgearbeit dürfen sich bestehende Geschlechterungleichheiten nicht noch verstärken.
Die Sachverständigenkommission empfiehlt daher u. a. mit Blick auf Mobile Arbeit Folgendes zu regeln: Rechtsanspruch, Freiwilligkeit, Arbeits- und Gesundheitsschutz, Datenschutz, Diskriminierungsschutz, Arbeitsplatzausstattung, Unfallversicherung und steuerliche Absetzbarkeit.

#### Digitalisierung der Gesellschaft (B.IV)
Mit der Digitalisierung der Gesellschaft erweitert die Sachverständigenkommission ihren Blick über die Wirtschaft hinaus, denn digitale Technologien durchdringen das gesamte gesellschaftliche Leben.
Soziale Medien sind ein relativ neues, stark wachsendes und dennoch wenig untersuchtes Phänomen. Sie bilden nicht die reale Vielfalt der Menschen ab, sondern transportieren größtenteils Geschlechterstereotypen.
Die Sachverständigenkommission empfiehlt daher u. a. vielfältige Geschlechterbilder in den Sozialen Medien zu stärken. Dafür gilt es, Vorbilder und positive Beispiele zu fördern, Produktionskulturen zu verändern und Medienbildung auszubauen.
Geschlechtsbezogene digitale Gewalt kommt in allen gesellschaftlichen Bereichen vor und geht weit über Gewalt in den Sozialen Medien hinaus. Viele Formen bzw. Instrumente, mit denen geschlechtsbezogene Gewalt ausgeübt wird, wurden erst mit der Digitalisierung möglich. Zu denken ist hier beispielsweise an Stalking Apps. Daher kann von einer neuen Qualität der Gewalt gesprochen werden, die neue Herausforderungen mit sich bringt.
Die Sachverständigenkommission empfiehlt daher u. a., den Schutz vor und die Hilfe bei geschlechtsbezogener digitaler Gewalt zu verbessern. Dafür müssen Lücken an Wissensschnittstellen geschlossen werden, u. a. in Fachberatungsstellen, aber auch bei Polizei, Gerichten, Strafverfolgungsbehörden und in der Verwaltung.
Datenschutz- und Kommunikationsgrundrechte sollen gewährleisten, dass alle Menschen unabhängig vom Geschlecht gleichermaßen am gesellschaftlichen Leben teilhaben können. Die Nutzung persönlicher Daten darf nicht zu (geschlechtsbezogenen) Diskriminierungen führen. Der Staat ist verpflichtet, vor Benachteiligungen durch Private zu schützen.
Die Sachverständigenkommission empfiehlt daher u. a. die Grundlagen demokratischer, freiheitlicher und diskriminierungsfreier Verwirklichungschancen zu sichern. Dafür müssen Datenschutz, Privatheit, informationeller Selbstbestimmung und IT-Sicherheit jeweils ein hoher Wert beigemessen und durchgesetzt werden.

#### Gleichstellungspolitische Strukturen und Instrumente (C)
Gleichstellungspolitische Strukturen und Instrumente schaffen Rahmenbedingungen für die tatsächliche Durchsetzung gleicher Verwirklichungschancen. Dies gilt auch im Kontext der Digitalisierung. In diesem Sinne stellen sie den „Nährboden“ dar, der die „Zwiebel“ einer geschlechtergerechten Gestaltung der Digitalisierung versorgt.
Der digitale Transformationsprozess wirkt sich auf das Leben der Menschen aus, Fragen bestehender Geschlechterungleichheiten stellen sich neu und anders. Die Verwirklichungschancen aller Menschen in diesem Prozess zu fördern, ist eine dringliche und herausfordernde Aufgabe. Bestehende gleichstellungspolitische Instrumente und Strukturen müssen daher effektiv genutzt und ggf. angepasst werden. Zu ihnen gehören: ressortübergreifende Strategien, Gender Budgeting oder gleichstellungsorientierte Gesetzes- und Technikfolgenabschätzungen sowie Institutionen, die den Transfer von Wissen über Gleichstellung unterstützen. Die Sachverständigenkommission empfiehlt daher u. a.:
Gleichstellung und Digitalisierung sollten in strategischer Perspektive (z. B. in der ressortübergreifenden Gleichstellungsstrategie oder der Digitalstrategie) enger miteinander verknüpft und zusammengedacht werden.
Die digitalisierungsbezogenen Ausgaben im Bundeshaushalt 2021 sollten unbedingt im Rahmen einer Gender-Budgeting-Analyse untersucht und die Erkenntnisse konsequent umgesetzt werden.
Gleichstellungsorientierte Gesetzesfolgenabschätzung sollte gestärkt und verbindlicher werden. Im Kontext der Digitalisierung gewinnt insbesondere eine genderkompetente Technikfolgenabschätzung an Bedeutung.
Die zukünftige Bundesstiftung für Gleichstellung sollte über einen Arbeitsbereich Digitalisierung sowie über eine den Aufgaben angemessene Personal- und Ressourcen-Ausstattung verfügen.

## Weitere ausgewählte Berichte zur Gleichstellung von Frauen und Männern

### Bundesebene

#### Gender-Datenreport
Im kommentierten Datenreport von 2005 zur Gleichstellung von Frauen und Männern in der Bundesrepublik Deutschland wurde vorhandenes Datenmaterial zur sozialen Lage und zur Lebensführung von Frauen und Männern zusammengetragen, ausgewertet und interpretiert. Der Gender-Datenreport knüpfte an die Konzeption des 2000 und 2005 veröffentlichten WSI-FrauenDatenReports an, der ebenfalls die Entwicklung der Situation von Frauen und Männern in unterschiedlichen Lebensbereichen anhand von Daten der amtlichen Statistik aufbereitete und dabei ein besonderes Augenmerk auf den Vergleich von West- und Ostdeutschland (2000) sowie zusätzlich auf den Europäischen Vergleich (2005) legte.

#### Gremienbericht der Bundesregierung
Das Bundesgremienbesetzungsgesetz hat das Ziel, die gleichberechtigte Teilhabe von Frauen und Männern in Gremien zu schaffen oder zu erhalten. Nach § 9 Bundesgremienbesetzungsgesetz legt die Bundesregierung dem Deutschen Bundestag in jeder Legislaturperiode einen Bericht über den Anteil von Frauen in wesentlichen Gremien des Bundes sowie über die Entsendung von Frauen durch den Bund in wesentliche Gremien außerhalb des Bundes vor. Der Erste Gremienbericht wurde 1991 veröffentlicht. Der Fünfte Gremienbericht wurde am 16. Dezember 2010 dem Deutschen Bundestag vorgelegt und veröffentlicht.

#### Erfahrungsbericht der Bundesregierung zum Bundesgleichstellungsgesetz
Der Erfahrungsbericht der Bundesregierung zum Bundesgleichstellungsgesetz (BGleiG) basiert auf den Vorgaben des Bundesgleichstellungsgesetzes, das am 5. Dezember 2001 in Kraft getreten ist. Ziele des BGleiG sind die Gleichstellung von Frauen und Männern in der Bundesverwaltung und die Verbesserung der Vereinbarkeit von Familie und Beruf. Gemäß § 25 BGleiG legt die Bundesregierung dem Deutschen Bundestag alle vier Jahre einen Erfahrungsbericht über die Situation der Frauen im Vergleich zu der der Männer im Anwendungsbereich des BGleiG vor und berichtet über die Anwendung des Gesetzes. Der Erste Erfahrungsbericht wurde 2006 übergeben. Der Zweite Erfahrungsbericht wurde am 16. Dezember 2010 dem Deutschen Bundestag vorgelegt und veröffentlicht.

### Bundesländer

#### Konferenz der Gleichstellungs- und Frauenminister sowie -senatoren (GFMK)
Der Erste Atlas zur Gleichstellung von Frauen und Männern in Deutschland wurde im September 2009 vom Bundesfamilienministerium veröffentlicht. Die 17. GFMK hatte am 31. Mai 2007 die Einführung eines ländereinheitlichen Indikatorensystems beschlossen, um den Stand und die Entwicklungen in der Chancengleichheitspolitik abbilden zu können. Der Atlas liefert bis auf Kreisebene einen umfassenden und anschaulichen Überblick über die Unterschiede zwischen den Bundesländern bei der Umsetzung wichtiger gleichstellungspolitischer Ziele und der Schaffung gleichstellungsförderlicher Rahmenbedingungen. Er stellt erstmals Daten und Statistiken zu Indikatoren wie beispielsweise Mandate in den Länderparlamenten, Hochschul- oder Juniorprofessuren oder Teilzeitbeschäftigung in Deutschland zusammen und bildet den erreichten Grad der Chancengleichheit in Karten und Tabellen ab. Die 30 in dem Atlas erfassten Indikatoren sind dabei den vier Kategorien Partizipation, Bildung und Ausbildung, Arbeit und Einkommen sowie Lebenswelt zugeordnet.

#### Berichte der Bundesländer (Exemplarisch)
- Berlin: Die Senatsverwaltung für Wirtschaft, Technologie und Frauen und das Amt für Statistik Berlin-Brandenburg haben 2009 den ersten Gender-Datenreport für Berlin veröffentlicht. Der Bericht stellt die wichtigsten Grundlagendaten zur Situation von Frauen und Männern in Berlin bereit. Mit dem Gender Daten Report Berlin 2010 wurde dieser fortgeschrieben.
- Niedersachsen: Niedersachsen hat 2010, in Anlehnung an das Indikatorensystem des Bundesgleichstellungsatlasses, einen Atlas zur Gleichstellung von Frauen und Männern in Niedersachsen erstellt. Die im bundesweiten Atlas enthaltenen Indikatoren wurden so weit wie möglich auf Niedersachsen, seine Landkreise, kreisfreien Städte und die Stadt sowie die Region Hannover heruntergebrochen.

### Europa

#### Europäische Kommission
Auf Wunsch des Europäischen Rates verfasst die Europäische Kommission jedes Jahr einen Bericht über die Fortschritte im Hinblick auf die Geschlechtergleichstellung und stellt die künftigen Herausforderungen und Prioritäten vor. Diese Veröffentlichung gibt einen Überblick über die aktuellen Entwicklungen bezüglich der Situation von Frauen und Männern in der EU und enthält wichtige Daten und Darstellungen zur Politik. Der Bericht 2010 befasst sich insbesondere mit den kurz- und langfristigen Herausforderungen der Geschlechtergleichstellung im Kontext der Wirtschaftskrise. Außerdem werden Probleme in Bezug auf die Vereinbarkeit von Berufs- und Privatleben, Armut und soziale Eingliederung sowie Gewalt gegen Frauen behandelt.

#### Europäisches Institut für Gleichstellungsfragen
Seit 2013 veröffentlicht das Europäische Institut für Gleichstellungsfragen den Gleichstellungsindex (Gender Equality Index). Er soll Geschlechtergerechtigkeit in den EU-Mitgliedstaaten messbar und vergleichbar machen. Dabei berücksichtigt er die jeweiligen Rahmenbedingungen zur Erreichung von Geschlechtergerechtigkeit in den EU-Mitgliedstaaten und misst die erreichte Geschlechtergleichstellung in den Bereichen Arbeit, Geld, Wissen, Zeit, Macht und Gesundheit. 2017 erschien der Dritte Gender-Equality-Index-Bericht. Er basiert auf Daten aus den Jahren 2005, 2010, 2012 und 2015.

### International

#### CEDAW-Berichte
Alle vier Jahre erstellt die Bundesregierung unter Federführung des Bundesministeriums für Familie, Senioren, Frauen und Jugend einen Staatenbericht zur Gleichstellung der Geschlechter in Deutschland. Der so genannte CEDAW-Staatenbericht gibt einen Überblick über die Umsetzung des Übereinkommens zur Beseitigung jeder Form von Diskriminierung der Frau („Convention on the Elimination of All Forms of Discrimination Against Women“ – CEDAW) in die nationale Gleichstellungspolitik. CEDAW wurde am 18. Dezember 1979 von der Generalversammlung der Vereinten Nationen verabschiedet und ist ein wesentlicher Schritt zur Anerkennung von Frauenrechten als Menschenrechte. Begleitend hierzu erstellen Nichtregierungsorganisationen unabhängige Alternativ- oder Schattenberichte.

#### Global Gender Gap Report
Der Global Gender Gap Report ist ein vom Weltwirtschaftsforum seit 2005 jährlich anhand bestimmter Indikatoren erstellter Bericht zur Gleichstellung von Frauen und Männern, der einen Vergleich zwischen Ländern weltweit ermöglicht. 2010 und 2011 führte Island die Liste der untersuchten Länder an. Deutschland ist in dieser Zeit vom 13. auf den 11. Platz aufgestiegen.